# 55 Wall Street
55 Wall Street, anciennement connu sous le nom de National City Bank Building, est un immeuble de banque situé dans le Financial District du centre-ville de Manhattan, à New York. Il a été construit en 1836-1841 sous le nom de Merchants 'Exchange et conçu par Isaiah Rogers en style néo-grec. Le bâtiment a été agrandi entre 1907 et 1908 par McKim, Mead & White et a servi de siège social à la National City Bank (banque précédente de la Citibank) jusqu'en 1961. Par la suite, le bâtiment a été transformé en hôtel puis en lotissement.
L'extérieur du bâtiment a été désigné monument de la ville de New York en 1965, et l'intérieur a été désigné en 1999. Le bâtiment a été nommé monument historique national en 1978 ,.
Gural, Gosin et Pilevsky ont dépensé plus de 20 millions de dollars pour rénover le bâtiment. Pendant que la rénovation était en cours, l'ingénieur en chef du bâtiment a remporté un jackpot de loterie de 3 millions de dollars et a démissionné. Le groupe a vendu le 55 Wall Street en 1990 à un groupe d'investisseurs privés japonais pour 69 millions de dollars. L'acheteur a ensuite été identifié comme étant les constructeurs basés à Tokyo, Kajima.

## Personnalités
Les personnalités ayant passé du temps au 55 Wall Street incluent le président Chester A. Arthur, qui a travaillé comme percepteur des douanes dans les années 1870, et l'écrivain Herman Melville, qui a travaillé comme inspecteur des douanes et a écrit une partie de Moby Dick pendant qu'il y travaillait .

## Galerie

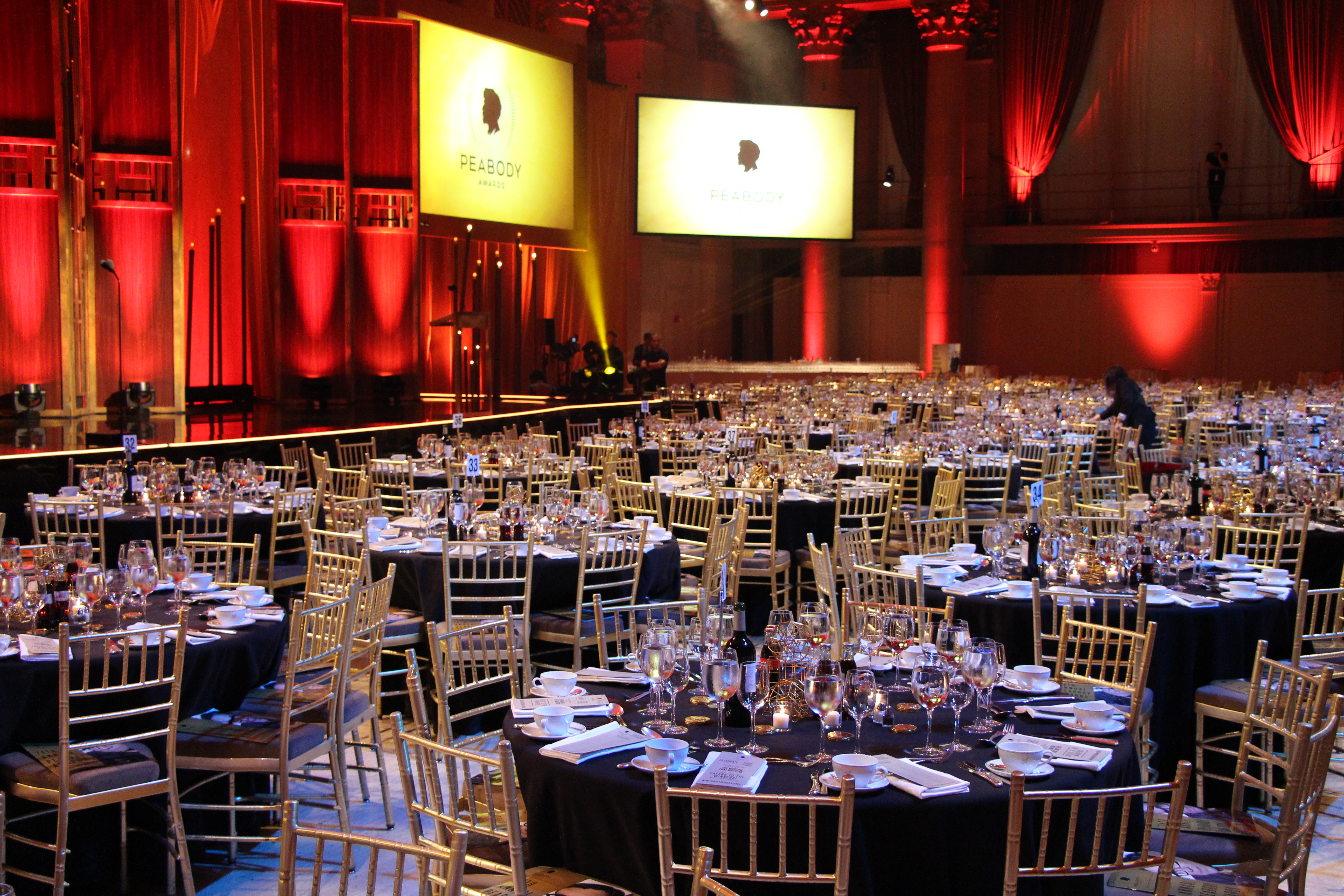
Salle de bal de Wall Street préparée pour la 74e cérémonie des Peabody Awards, en 2015.
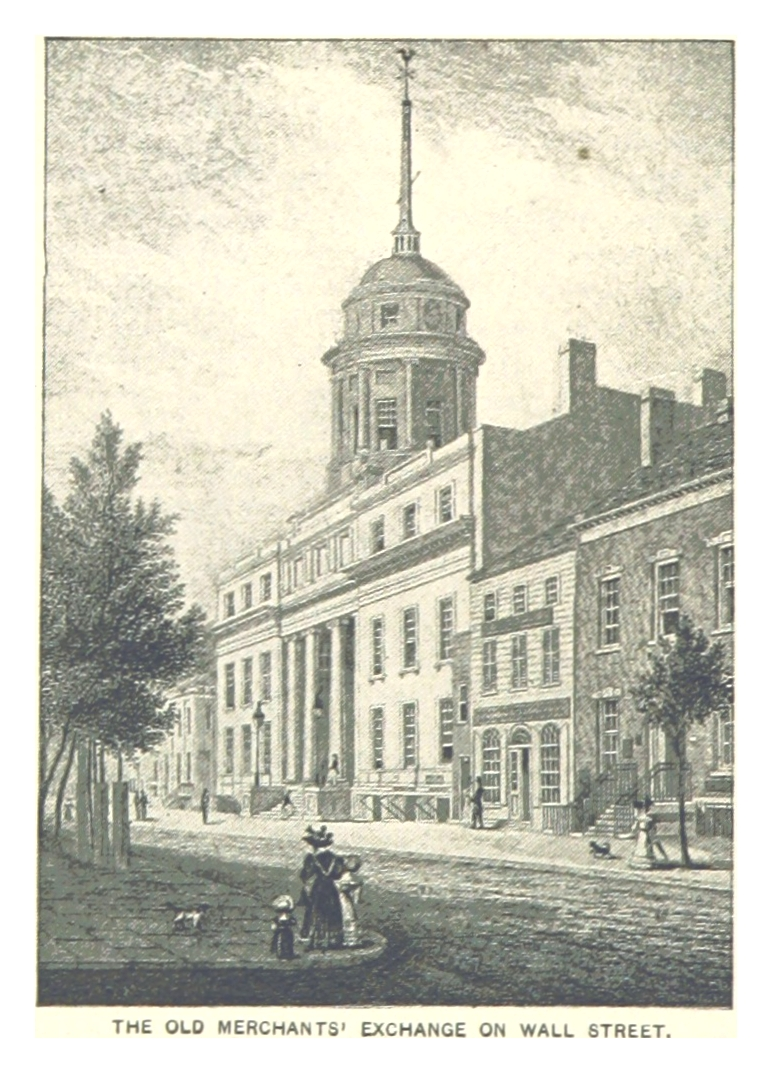
Le Merchant's Exchange d'origine, qui a été construit en 1827 et détruit lors du grand incendie de 1835.
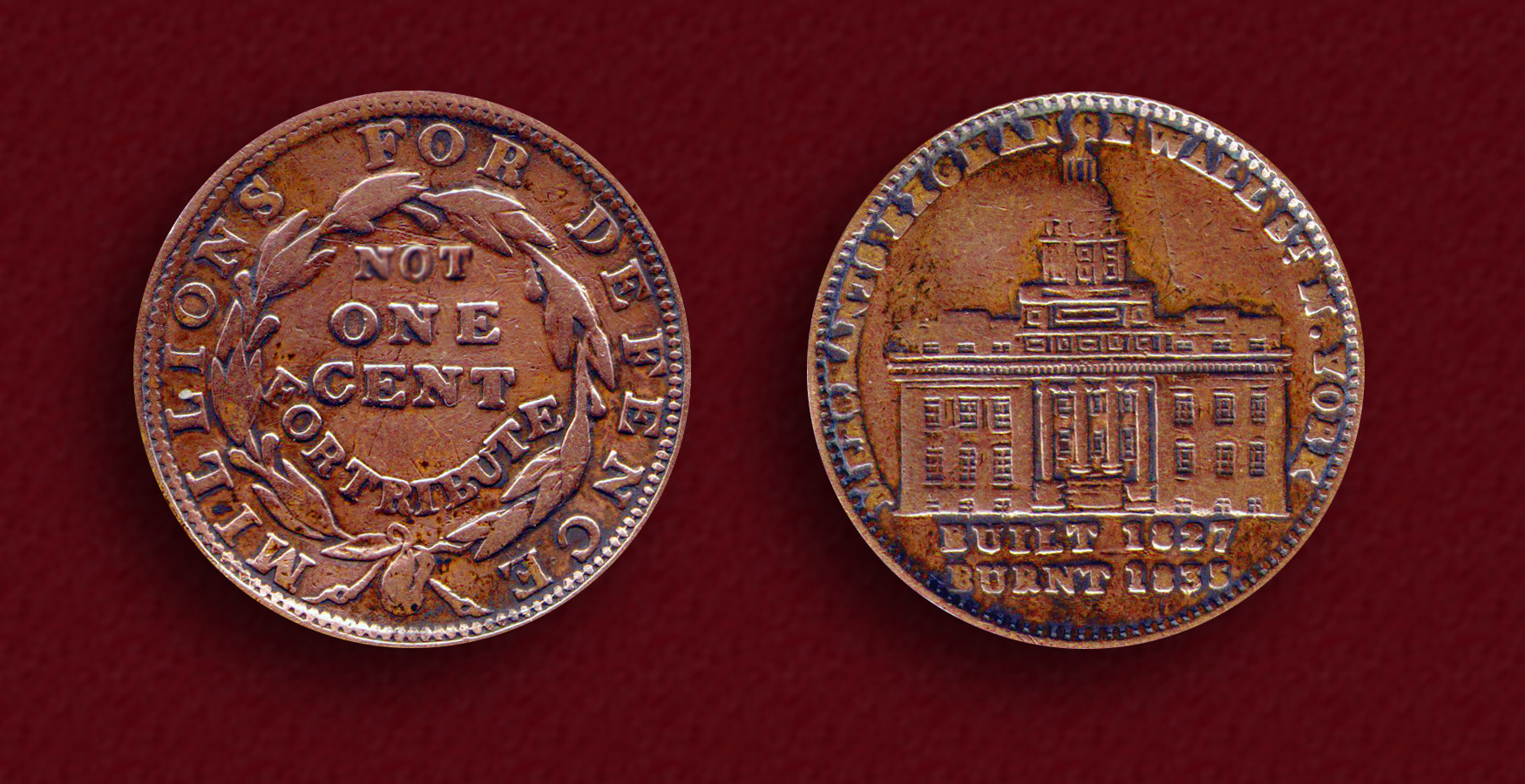
Texte (traduit) de la pièce : « Merchant's Exchange, Wall St., N. York. Construit en 1827, brûlé en 1835 / millions pour la défense ; pas un centime pour hommage ».
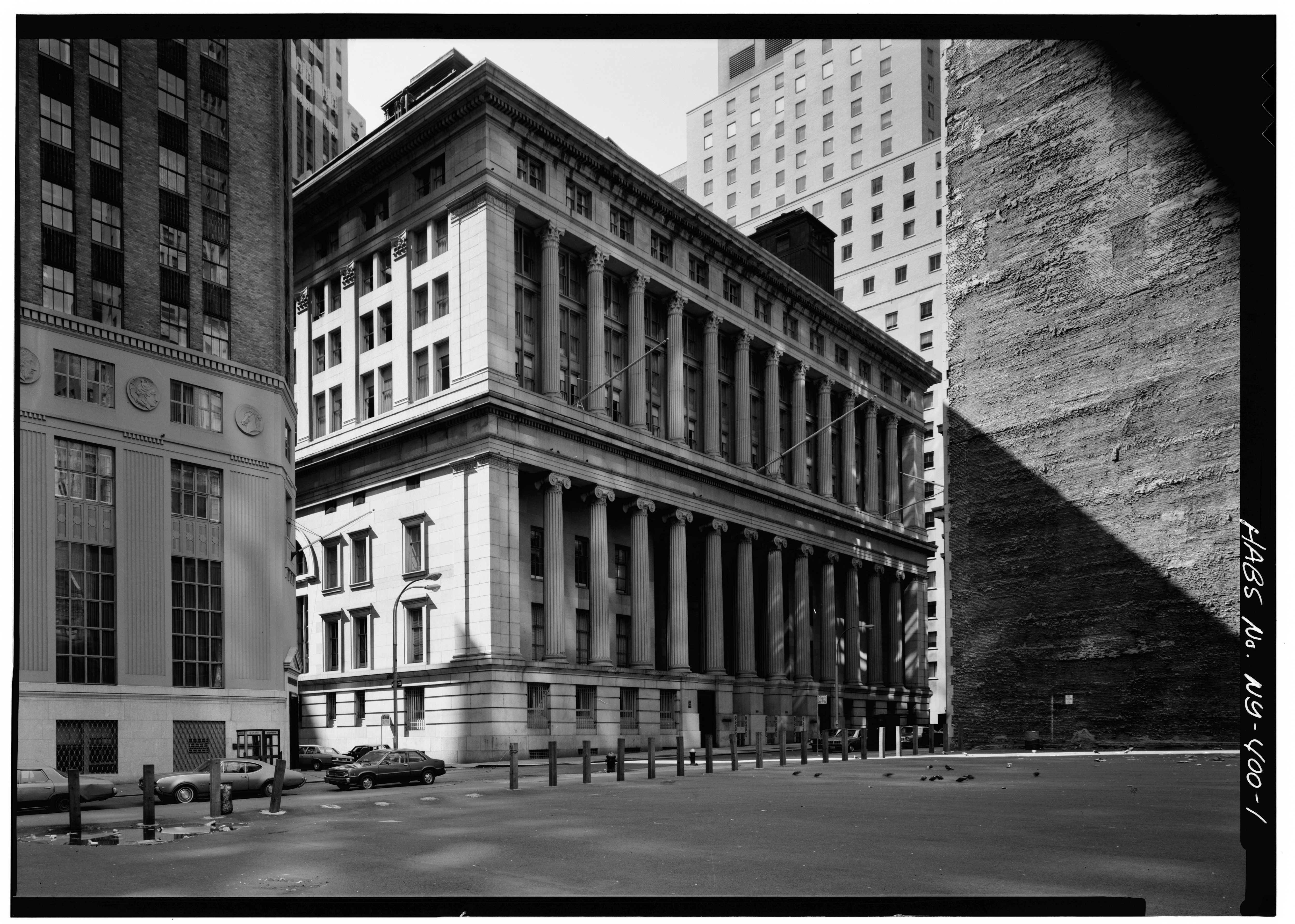
Autre vue.

## Réception et désignations de monuments
Selon James Stillman, l'expansion de 55 Wall Street dans les années 1900 était censée être un "signe extérieur et visible de pouvoir et de combinaison",. Un écrivain a caractérisé le design comme "un temple de la finance" qui était "l'une des maisons de banque les plus opulentes des États-Unis", et The New York Times l'a surnommé un "temple du capitalisme",. Les critiques architecturales étaient mitigées. Certains critiques ont félicité Stillman pour avoir conservé la vieille structure plutôt que de la remplacer par un gratte-ciel moderne. Le successeur immédiat de Stillman, Frank A. Vanderlip, avait préféré une telle tour parce qu'il prévoyait que la National City Bank dépasserait rapidement l'espace. L'auteur Peter James Hudson écrit que d'autres critiques "ont considéré la rénovation comme une aberration esthétique", surtout en ce qui concerne la juxtaposition des colonnades. Après que le bâtiment a été rénové à la fin des années 1970, la critique d'architecture Ada Louise Huxtable a décrit les rénovations comme "louables" et que "ce serait bien de pouvoir dire que les résultats sont aussi bons que les intentions".
L'intérieur a été salué par la critique : la quatrième édition du AIA Guide to New York City a qualifié l'intérieur de "facilité inégalée en Amérique", et le hall bancaire converti a été décrit comme l'un des "salons de bal les plus élégants" du monde. L'historien Leland M. Roth a écrit que le hall de la banque était "l'un des grands espaces de la ville" en raison de sa "grandeur pure". En 1972, le Times a décrit le hall bancaire de 55 Wall Street comme l'un des plusieurs "espaces intérieurs remarquables" de New York, avec les halls bancaires de 14 Wall Street, 23 Wall Street, et 110 East 42nd Street; le grand hall du Chamber of Commerce Building; le hall d'entrée du Cunard Building; et la rotonde de la Bowling Green Custom House.
La Commission de préservation des monuments de la ville de New York a désigné l'extérieur du bâtiment comme monument historique le 21 décembre 1965,, même si la First National City Bank s'était opposée à cette désignation. 55 Wall Street a également été inscrit au Registre national des lieux historiques en 1972,, désigné comme un Site historique national en 1978 et ajouté au Registre des lieux historiques de l'État de New York en 1980. La LPC a désigné l'intérieur de l'étage bancaire comme monument de la ville le 12 janvier 1999. De plus, en 2007, le bâtiment a été désigné comme propriété contributive au District historique de Wall Street, un district NRHP.